# Alvinho
Álvaro Felipe da Silva, mais conhecido como Alvinho (Currais Novos, 24 de fevereiro de 1992) é um futebolista brasileiro que atua como atacante. Atualmente defende o Manaus Futebol Clube.

## Carreira
Nascido em Currais Novos, interior do Rio Grande do Norte, Alvinho teve passagem pelas categorias de base do Vasco da Gama em 2009 e no mesmo ano foi levado para a base do ABC, sendo que no ano seguinte esteve por empréstimo a base do Potiguar de Mossoró.
Em 2011, atuou no Santa Cruz do estado potiguar onde disputou a Série D, porém não teve boas atuações, chegando a ser expulso em uma partida contra o Santa Cruz de Recife.
Em 2012, retornou para o ABC, onde é considerado prata da casa. Realizou sua estreia oficial pelo Mais Querido em um empate por 1 a 1 diante do Ipatinga em partida válida pelo Campeonato Brasileiro. Porém com poucas oportunidades foi emprestado ao Baraúnas até o fim do ano. Após ser emprestado novamente, só que dessa vez para o Santa Cruz-RN, Alvinho voltou ao ABC no meio da temporada para a Série B, que ficou marcada pela equipe alvinegra pela excelente campanha que tirou o time do 20º lugar após 26 rodadas e garantindo a permanência na competição. Durante essa campanha, Alvinho marcou gols importantes como na vitória por 4 a 2 diante do Sport Recife que na época brigava pelo acesso à Série A de 2014.
Em 2014, foi emprestado novamente, só que deste vez para o Confiança, onde se consagrou campeão sergipano daquele ano. No mesmo ano foi emprestado ao Remo, porém, acabou tendo uma curta passagem pelo clube sem atuar. Retornou no resto da temporada para o ABC, onde em partida diante do Cruzeiro válida pela Copa do Brasil, Alvinho marcou um golaço de voleio que garantiu a vitória de virada por 3 a 2 para o Mais Querido, uma vitória histórica por ter vencido o time celeste que no mesmo ano se consagraria bicampeão do Campeonato Brasileiro. Apesar da vitória, o ABC necessitava de mais um gol para avançar na competição.
Em fevereiro de 2015, foi emprestado ao Campinense onde teve um bom início no clube marcando gols importantes. Contra o Bahia em partida válida pela Copa do Nordeste, após uma entrada do lateral Patric, Alvinho acabou fraturando a tíbia e a fíbula que consequentemente lhe impediu jogar no resto da temporada.
Após um longe tempo fora dos gramados devido a contusão sofrida enquanto atuava pelo Campinense, Alvinho voltou a atuar em um amistoso contra o Botafogo-PB em que marcou o gol de empate do Mais Querido.
Em 2018, após fracassar na busca pelo acesso à elite do Campeonato Paulista atuando pelo São Bernardo Futebol Clube, Alvinho assinou contrato com o Sampaio Corrêa para a disputa da Série B de 2018.
Em 2019, estava no Água Santa onde disputou a Série A2 do Paulistão, agora está no São Caetano.
Em 2021, disputou a Série A2 do Paulistão pelo Juventus, onde disputou 10 jogos e marcou três gols. Em junho, se transferiu ao América-RN, onde marcou sete gols em 14 jogos na Série D.
No final de 2021, acerta com o Manaus FC. Pelo clube, conquista o Campeonato Amazonense de 2022 e marca 10 gols com a camisa do Gavião.
No final de 2023, fecha com o Taubaté para a disputa do Campeonato Paulista da Série A2 do ano seguinte. Em junho de 2024, retorna ao Manaus FC.

## Estatísticas

### Clubes
| Clube             | Temporada         | Campeonato nacional | Campeonato nacional | Copa nacional[a] | Copa nacional[a] | Competições continentais[b] | Competições continentais[b] | Outros torneios[c] | Outros torneios[c] | Total | Total |
| Clube             | Temporada         | Jogos               | Gols                | Jogos            | Gols             | Jogos                       | Gols                        | Jogos              | Gols               | Jogos | Gols  |
| ----------------- | ----------------- | ------------------- | ------------------- | ---------------- | ---------------- | --------------------------- | --------------------------- | ------------------ | ------------------ | ----- | ----- |
| Santa Cruz-RN     | 2011              | 3                   | 0                   | 0                | 0                | 0                           | 0                           | 0                  | 0                  | 3     | 0     |
| Santa Cruz-RN     | 2013              | 4                   | 0                   | 0                | 0                | 0                           | 0                           | 0                  | 0                  | 4     | 0     |
| Santa Cruz-RN     | Total             | 7                   | 0                   | 0                | 0                | 0                           | 0                           | 0                  | 0                  | 7     | 0     |
| ABC               | 2012              | 2                   | 0                   | 0                | 0                | 0                           | 0                           | 0                  | 0                  | 2     | 0     |
| ABC               | 2013              | 23                  | 3                   | 0                | 0                | 0                           | 0                           | 0                  | 0                  | 23    | 3     |
| ABC               | 2014              | 6                   | 0                   | 1                | 1                | 0                           | 0                           | 12                 | 1                  | 18    | 2     |
| ABC               | 2015              | 0                   | 0                   | 0                | 0                | 0                           | 0                           | 0                  | 0                  | 0     | 0     |
| ABC               | 2016              | 0                   | 0                   | 0                | 0                | 0                           | 0                           | 4                  | 2                  | 4     | 2     |
| ABC               | Total             | 31                  | 3                   | 1                | 1                | 0                           | 0                           | 16                 | 5                  | 47    | 7     |
| Baraúnas          | 2012              | 7                   | 3                   | 0                | 0                | 0                           | 0                           | 0                  | 0                  | 7     | 3     |
| Baraúnas          | Total             | 7                   | 3                   | 0                | 0                | 0                           | 0                           | 0                  | 0                  | 7     | 3     |
| Confiança         | 2014              | 0                   | 0                   | 0                | 0                | 0                           | 0                           | 7                  | 2                  | 7     | 2     |
| Confiança         | Total             | 0                   | 0                   | 0                | 0                | 0                           | 0                           | 7                  | 2                  | 7     | 2     |
| Campinense        | 2015              | 0                   | 0                   | 0                | 0                | 0                           | 0                           | 6                  | 3                  | 6     | 3     |
| Campinense        | Total             | 0                   | 0                   | 0                | 0                | 0                           | 0                           | 6                  | 3                  | 6     | 3     |
| Total na carreira | Total na carreira | 45                  | 6                   | 1                | 1                | 0                           | 0                           | 29                 | 10                 | 74    | 15    |

- a. ^ Jogos da Copa do Brasil
- b. ^ Jogos da Copa Sul-Americana
- c. ^ Jogos do Campeonato Sergipano, Campeonato Potiguar, Campeonato Paraibano, Copa do Nordeste ou Jogo amistoso

## Títulos
ABC
- Copa RN: 2016
- Campeonato Potiguar: 2016

Confiança
- Campeonato Sergipano: 2014

Campinense
- Campeonato Paraibano: 2015

Sampaio Corrêa
- Copa do Nordeste: 2018

Manaus FC
- Campeonato Amazonense: 2022